# Lamas de Orelhão
Lamas de Orelhão é uma povoação portuguesa sede da Freguesia de Lamas de Orelhão do Município de Mirandela, freguesia com 19,39 km² de área e 320 habitantes (censo de 2021), tendo, por isso, uma densidade populacional de 16,5 hab./km².

## História
Lamas de Orelhão foi villa e sede de concelho entre 1259 e 1853. Este era constituído pelas freguesias de Avidagos, Barcel, Cobro, Franco, Lamas de Orelhão, Marmelos, Passos, Suçães, Valverde, Vila Boa e Eixes. Tinha, em 1801, 2 815 habitantes. Após as reformas administrativas do início do liberalismo foram-lhe anexadas as freguesias de Abreiro e Navalho. Tinha, em 1849, 2 907 habitantes e 219 km².

## Demografia
A população registada nos censos foi:
| Distribuição da População por Grupos Etários | Distribuição da População por Grupos Etários | Distribuição da População por Grupos Etários | Distribuição da População por Grupos Etários | Distribuição da População por Grupos Etários |
| -------------------------------------------- | -------------------------------------------- | -------------------------------------------- | -------------------------------------------- | -------------------------------------------- |
| Ano                                          | 0-14 Anos                                    | 15-24 Anos                                   | 25-64 Anos                                   | > 65 Anos                                    |
| 2001                                         | 71                                           | 69                                           | 235                                          | 87                                           |
| 2011                                         | 43                                           | 46                                           | 197                                          | 108                                          |
| 2021                                         | 24                                           | 21                                           | 143                                          | 132                                          |

## Património
- Pelourinho de Lamas de Orelhão

## Povoações
- Fonte da Urze
- Lamas de Orelhão